# Jutaka Ikeuči
Jutaka Ikeuči (* 25. srpen 1961) je bývalý japonský fotbalista.

## Klubová kariéra
Hrával za Toyoda Automatic Loom Works, Fujita Industries.

## Reprezentační kariéra
Jutaka Ikeuči odehrál za japonský národní tým v letech 1983–1985 celkem 8 reprezentačních utkání.

## Statistiky
| Japonsko | Japonsko | Japonsko |
| Roky     | Záp.     | Góly     |
| -------- | -------- | -------- |
| 1983     | 3        | 0        |
| 1984     | 1        | 0        |
| 1985     | 4        | 0        |
| Celkem   | 8        | 0        |